# Lískovec (Lučina)
Lískovec (německy Haselberg) je zaniklá vesnice na území obce Nemanice, v katastrálním území Lučina u Nemanic. Český název dostala vesnice v roce 1948. Stával v bažinaté oblasti jednoho z přítoků Nemanického potoka, při silnici na Závist. Po administrativní stránce spadal pod Lučinu (Grafenried).

## Historie
První písemná zmínka o vesnici pochází z roku 1606, kdy zde již pracovala sklárna. Osada pravděpodobně vznikla již v průběhu 16. století, kdy území ještě patřilo do Bavorska. Teprve po úpravě hranic v roce 1764 se stalo součástí Čech. Hraničními kameny bylo území vyznačeno roku 1766. Ještě před druhou světovou válkou zde stálo 33 stavení, po odsunu Němců však nedošlo k dosídlení. Po roce 1945 byla ves rozdělena signálkou na dvě části. Definitivní zkázu pro Lískovec znamenalo vytvoření hraničního pásma v padesátých letech 20. století a jeho rozšíření v sedmdesátých letech 20. století, kdy byl srovnán se zemí. Po odstranění zátarasů na počátku devadesátých let dvacátého století je místo znovu přístupné, z budov se však dochovaly především základy.

## Obyvatelstvo
Při sčítání lidu v roce 1921 zde žilo 199 obyvatel, všichni německé národnosti. K římskokatolické církvi se hlásili všichni obyvatelé.
| Rok            | 1869 | 1880 | 1890 | 1900 | 1910 | 1921 | 1930 | 1950 | 1961 | 1970 | 1980 | 1991 | 2001 | 2011 |
| -------------- | ---- | ---- | ---- | ---- | ---- | ---- | ---- | ---- | ---- | ---- | ---- | ---- | ---- | ---- |
| Počet obyvatel | 319  | 296  | 294  | 231  | 230  | 199  | 160  | –    | –    | –    | –    | –    | –    | –    |
| Počet domů     | 27   | 32   | 33   | 35   | 31   | 33   | 33   | –    | –    | –    | –    | –    | –    | –    |